# Chris Bigler
Chris Bigler (Zurigo, 11 febbraio 1949) è un giocatore di poker ed ex uomo di affari in pensione svizzero.

## Poker
Inizia a giocare a poker nel 1997 durante un viaggio Las Vegas. Nel 1999 si qualifica al tavolo finale del Main Event delle WSOP, finendo in quinta posizione, e guadagnando $212,420.  È l'unico svizzero ad essersi qualificato al tavolo finale del Main Event.
Si è inoltre qualificato a due tavoli finali durante la prima stagione del WPT, finendo in quinta posizione nel torneo inaugurale, e secondo a Paul Darden nel torneo Gold Rush.
Al 2015 le sue vincite nei tornei live superano i $1,426,802, di cui $238,393 grazie ai piazzamenti a premio alle WSOP.
Chris Bigler ha inoltre lavorato come consulente per le maggiori piattaforme di poker online.